# 第二十八屆十大中文金曲頒獎音樂會
第二十八屆十大中文金曲頒獎音樂會於2006年1月23日在紅磡體育館舉行，十大中文金曲進入第二十八屆，大會於頒獎舞台採用了四面台的設計。 
該屆的音樂會除了表楊過去一年各音樂人的卓越成積外，中文金曲頒獎音樂會的舉辦是一項慈善活動，因為十大中文金曲頒獎音樂會收益盈餘撥捐保良局。
為增加音樂會的娛樂性及歌手們的音樂交流，大會每屆都邀請了名人作頒獎嘉賓，嘉賓司儀及表演
各個獎項乃根據公眾投票、專業評判評分、嶺南大學公共管治研究部進行的民意調查，以及海外華語電台、內地電台的評選，以公平、公正的方式，選出實至名歸的歌手、作曲人及作詞人，鼓勵他們繼續努力貢獻香港樂壇。

## 簡介
- 頒獎嘉賓
  - 主禮嘉賓廣播處長朱培慶
  - 保良局主席杜偉强
  - 立法會議員霍震霆
  - 名嘴黃毓民
  - 攀山專家鍾建民
  - 奧運金牌得主劉璇
  - 世界級鋼琴演奏家李雲迪
  - 文化人馬家輝
  - 小發明家陳易希
  - 樂壇殿堂級歌手林子祥、林憶蓮
  - 藝人鍾景輝
  - 郭晉安
  - 關淑怡
  - 蘇玉華
  - 王樹熹(電視劇「隨時候命」的Jacky仔)
  - 主唱「吉祥三寶」的內蒙古歌手布仁巴雅爾、烏日娜和英格瑪
  - Alive
  - 「瘋Show快活人」組合梁繼璋、梁思浩和貴花田
  - 香港作曲家及作詞家協會主席陳永華
  - 香港唱片商會主席詹峰
  - 天津人民廣播電台音樂台台長潘力超
  - 北京人民廣播電台音樂廣播台節目總監朱雲
  - 廣東人民廣播電台音樂之聲節目主任監製周兵
  - 上海東方廣播電台音樂頻率SMG音樂部副總監韓磊等

- 嘉賓司儀

周麗淇、李志剛、彭晴、蔡浩樑、程潔瑩擔任
- 表演項目
  - 曾志偉的個人表演揭開序幕
  - 去屆「最優秀流行歌手大獎」主李克勤與容祖兒的演唱
  - 傑出華人青年音樂家李雲迪演繹莫札特優美樂曲
  - 歌藝精湛的李玟、林憶蓮、林子祥表演勁歌熱舞；李克勤特別聯同著名音樂人趙增熹、國際知名二胡樂手霍世潔及享負盛名的洞簫高手譚寶碩同台演出；布仁巴雅爾、烏日娜和英格瑪現場演繹樂迷耳熟能詳的「吉祥三寶」。